# Diocesi di Ootacamund
La diocesi di Ootacamund (in latino Dioecesis Ootacamundensis) è una sede della Chiesa cattolica in India suffraganea dell'arcidiocesi di Madras e Mylapore. Nel 2021 contava 116.250 battezzati su 2.408.850 abitanti. È retta dal vescovo Arulappan Amalraj.

## Territorio
La diocesi comprende il distretto dei Nilgiri e la parte del distretto di Erode a nord del fiume Bhavani nello stato indiano del Tamil Nadu.
Sede vescovile è la città di Udhagamandalam, dove si trova la cattedrale del Sacro Cuore.
Il territorio è suddiviso in 66 parrocchie.

## Storia
La diocesi è stata eretta il 3 luglio 1955 con la bolla Nuntiatur in psalmis di papa Pio XII, ricavandone il territorio dalla diocesi di Mysore.

## Cronotassi dei vescovi
Si omettono i periodi di sede vacante non superiori ai 2 anni o non storicamente accertati.
- Antony Padiyara † (3 luglio 1955 - 14 giugno 1970 nominato arcieparca di Changanacherry)
- Packiam Arokiaswamy † (16 gennaio 1971 - 6 dicembre 1971 nominato arcivescovo di Bangalore)
  - Sede vacante (1971-1973)
- James Masilamony Arul Das † (21 dicembre 1973 - 11 maggio 1994 nominato arcivescovo di Madras e Mylapore)
  - Sede vacante (1994-1997)
- Antony Anandarayar † (2 gennaio 1997 - 10 giugno 2004 nominato arcivescovo di Pondicherry e Cuddalore)
  - Sede vacante (2004-2006)
- Arulappan Amalraj, dal 30 giugno 2006

## Statistiche
La diocesi nel 2021 su una popolazione di 2.408.850 persone contava 116.250 battezzati, corrispondenti al 4,8% del totale.
| anno | popolazione | popolazione | popolazione | presbiteri | presbiteri | presbiteri | presbiteri                | diaconi | religiosi | religiosi | parrocchie |
| anno | battezzati  | totale      | %           | numero     | secolari   | regolari   | battezzati per presbitero | diaconi | uomini    | donne     | parrocchie |
| ---- | ----------- | ----------- | ----------- | ---------- | ---------- | ---------- | ------------------------- | ------- | --------- | --------- | ---------- |
| 1970 | 46.892      | 970.000     | 4,8         | 65         | 52         | 13         | 721                       |         | 30        | 350       | 57         |
| 1980 | 57.600      | 1.047.000   | 5,5         | 76         | 59         | 17         | 757                       |         | 82        | 510       | 40         |
| 1990 | 71.250      | 1.160.000   | 6,1         | 101        | 79         | 22         | 705                       |         | 72        | 555       | 53         |
| 1999 | 84.000      | 1.450.000   | 5,8         | 116        | 94         | 22         | 724                       |         | 74        | 556       | 57         |
| 2000 | 84.833      | 1.460.000   | 5,8         | 114        | 92         | 22         | 744                       |         | 65        | 560       | 57         |
| 2001 | 85.000      | 1.461.000   | 5,8         | 115        | 93         | 22         | 739                       |         | 60        | 550       | 57         |
| 2002 | 84.900      | 1.461.000   | 5,8         | 114        | 90         | 24         | 744                       |         | 86        | 550       | 57         |
| 2003 | 84.000      | 1.464.000   | 5,7         | 115        | 91         | 24         | 730                       |         | 74        | 552       | 57         |
| 2004 | 84.600      | 1.461.000   | 5,8         | 117        | 92         | 25         | 723                       |         | 73        | 552       | 59         |
| 2013 | 88.242      | 2.060.234   | 4,3         | 126        | 107        | 19         | 700                       |         | 77        | 528       | 62         |
| 2016 | 109.763     | 2.274.321   | 4,8         | 139        | 105        | 34         | 789                       |         | 90        | 518       | 64         |
| 2019 | 113.900     | 2.360.035   | 4,8         | 146        | 113        | 33         | 780                       |         | 84        | 518       | 74         |
| 2021 | 116.250     | 2.408.850   | 4,8         | 143        | 111        | 32         | 812                       |         | 113       | 518       | 66         |